# 甯莊子
宁速（？—？），即宁庄子，中国春秋时期卫国的卿。卫武公儿子季亹的玄孙，甯氏为卿的第五代。
前660年，狄人攻打卫国，好鹤的卫懿公给宁速，让他防守，最终卫国灭亡，卫懿公被杀。卫国在齐桓公的帮助下复国。前641年，宁速支持伐邢国，认为根据占卜伐邢可以克制旱灾。前634年，宁速和鲁僖公、莒兹丕公在向地会盟。